# El Hombre Burbuja
El Hombre Burbuja es un grupo musical de Jerez de la Frontera, activo entre 1995 y el 2002 y en el que se dio a conocer el músico y compositor Julio de la Rosa.

## Reseña biográfica
El grupo nace en 1995, al grabar una maqueta que distribuyeron ellos mismos y que enseguida tuvo gran aceptación. Consiguen dar conciertos por toda España y que distintas discográficas se interesen por ellos pero no es hasta 1999 cuando publican su primer disco, homónimo al grupo.
El retraso en sacar su primer disco fue debido a problemas por los derechos, que fueron vendiéndose entre discográficas hasta que finalmente Everlasting Records editó este primer disco y los dos siguientes hasta la separación definitiva del grupo en 2002. En 2006 publican un recopilatorio de los discos anteriores.
El grupo hace varias giras por España y su éxito los lleva al Festival Internacional de Benicassim. En el 2000, uno de sus temas(Mi rulot and I) es utilizado para el spot del Plan Nacional sobre Drogas, del Ministerio de Sanidad, Servicios Sociales e Igualdad. El mismo año, se estrena la película Gente Pez, incluyendo en su banda sonora otro de los temas del grupo(Por qué no).
En el 2002, hicieron un concierto de despedida, en un barco en el río Guadalquivir, en Sevilla. 

## Formación
El grupo estuvo formado inicialmente por Julio de la Rosa (voz y guitarra), Kike Meynet (bajista) y Antonio G. Romero (bateria), formación inicial que graba el primer disco de la banda. 
Posteriormente, Eduardo Ubreva ocupa el puesto de bajista, tras la marcha Kike Meynet. Eduardo luego será sustituido por Mariano Hurtado, y Segio M.C. se incorporará como teclista, formación la cual graba el segundo y último lp.

## Discografía
- El Hombre Burbuja, 1999.
- Nadando a crol, 2000.
- La paz está en las matemáticas, 2002.
- Tú ves ovnis, 2006 (recopilatorio).